# Wasserschloss Köfering

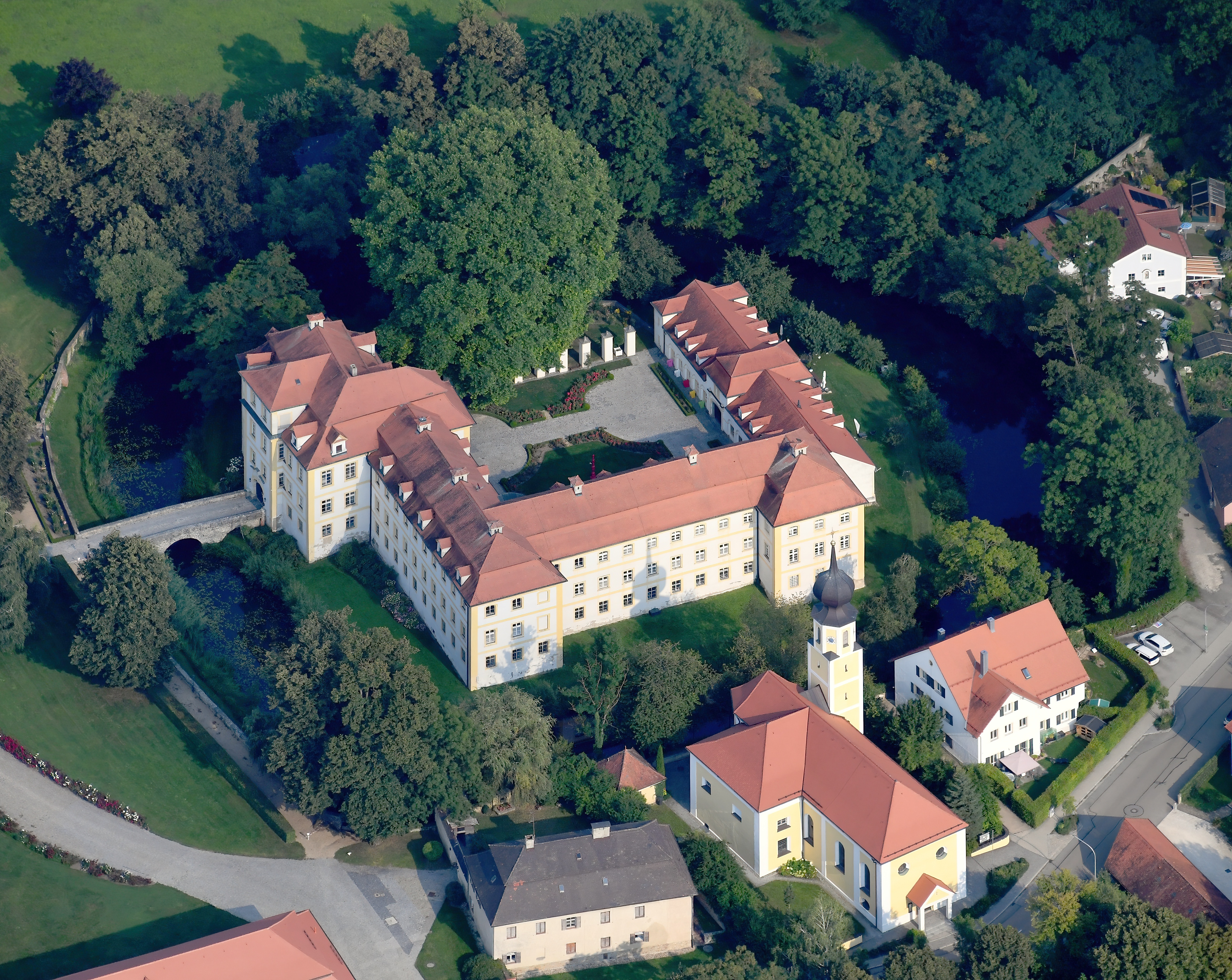
Luftbild des Schlossgeländes

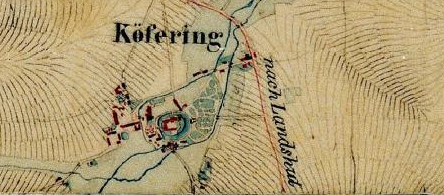
Lageplan von Wasserschloss Köfering auf dem Urkataster von Bayern

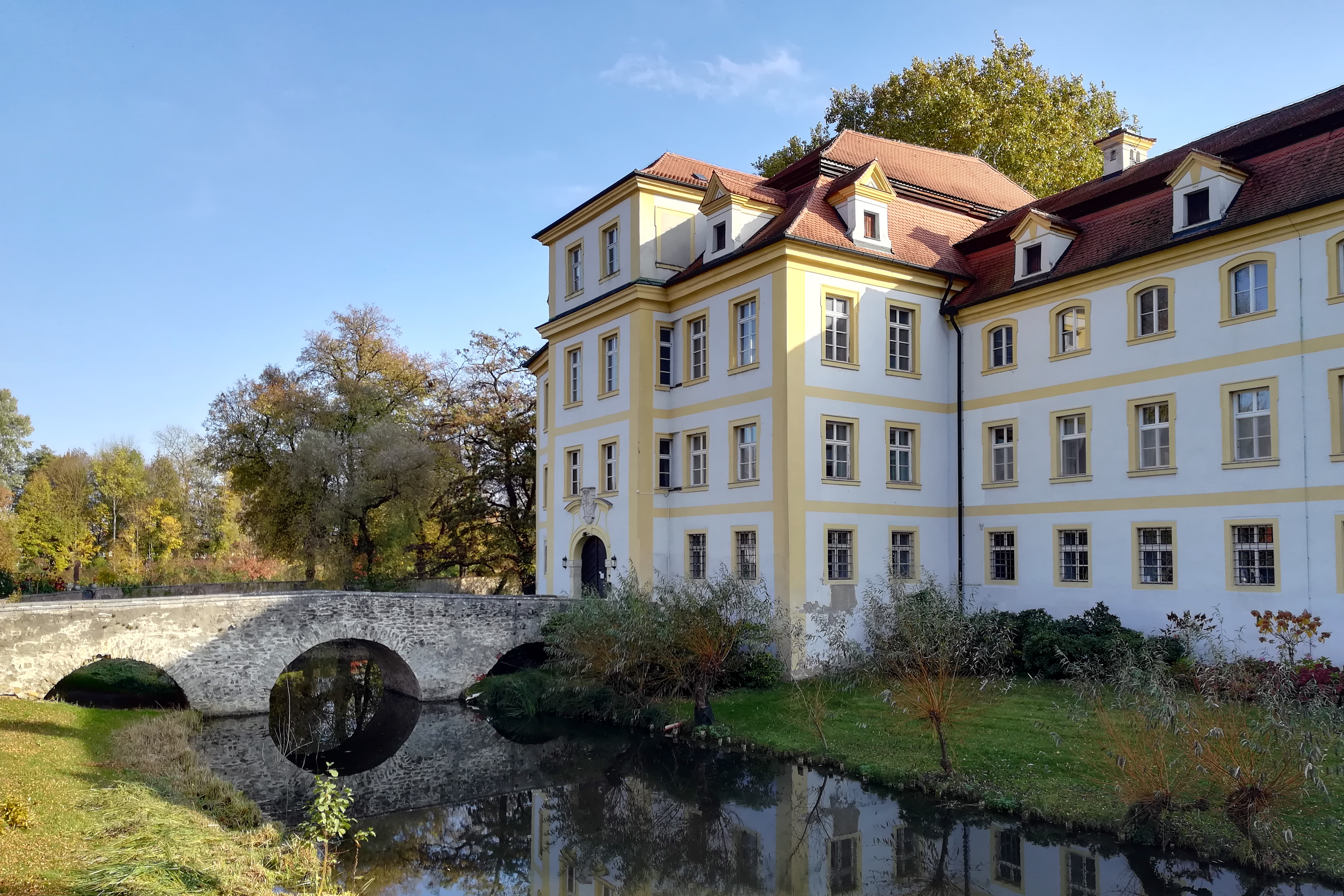
Wasserschloss Köfering mit Wassergraben

Das Wasserschloss Köfering ist ein denkmalgeschütztes Gebäude in der Kirchstraße 5 am Ortsrand von Köfering im bayerischen Landkreis Regensburg. Die Anlage ist unter der Aktennummer D-3-75-161-4 als denkmalgeschütztes Baudenkmal von Köfering verzeichnet. Ebenso wird sie als Bodendenkmal unter der Aktennummer D-3-7039-0007 im Bayernatlas als „archäologische Befunde und Funde im Bereich des Schlosses Köfering, zuvor mittelalterliche Niederungsburg“ geführt.

## Geschichte

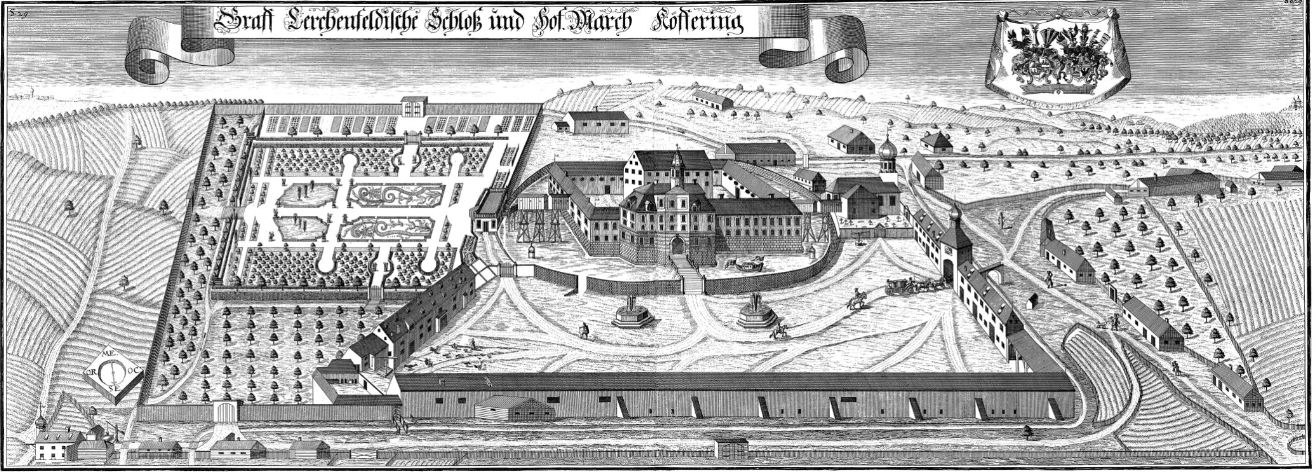
Wasserschloss Köfering nach einem Stich von Michael Wening (1723)

Die erste Wasserburg an der Pfatter wurde wohl im 12. Jahrhundert erbaut. Mitte des 12. Jahrhunderts wurde das Geschlecht der Köferinger erstmals erwähnt. Um 1300 war die Burg im Besitz von Eckprecht von Haidau, der sie 1307 dem Hochstift Regensburg übergab, um es vom Bischof als Lehen zu bekommen. Weitere Besitzer der Burg waren Otto Zenger, Albrecht von Abensberg, Heinrich Nothaft von Mangolding und Scheuer. 1427 übernahm Dietrich von Stauf durch Tausch die Burg in Köfering. Die Veste Köfering wurde am 26. Dezember 1491 während des Aufstands des Löwlerbundes, an dem sich der Burgbesitzer Hieronymus von Stauf beteiligte, vom Bayernherzog Albrecht IV. mit 1000 Soldaten belagert und zerstört.
Seit 1569 bis heute sind die Grafen von und zu Lerchenfeld Eigentümer des Wasserschlosses. Das Schloss wurde im Dreißigjährigen Krieg beschädigt und von 1680 bis 1720 in der heutigen Form wiederaufgebaut. Ab 1980/81 erfolgte eine Sanierung.

## Gebäude

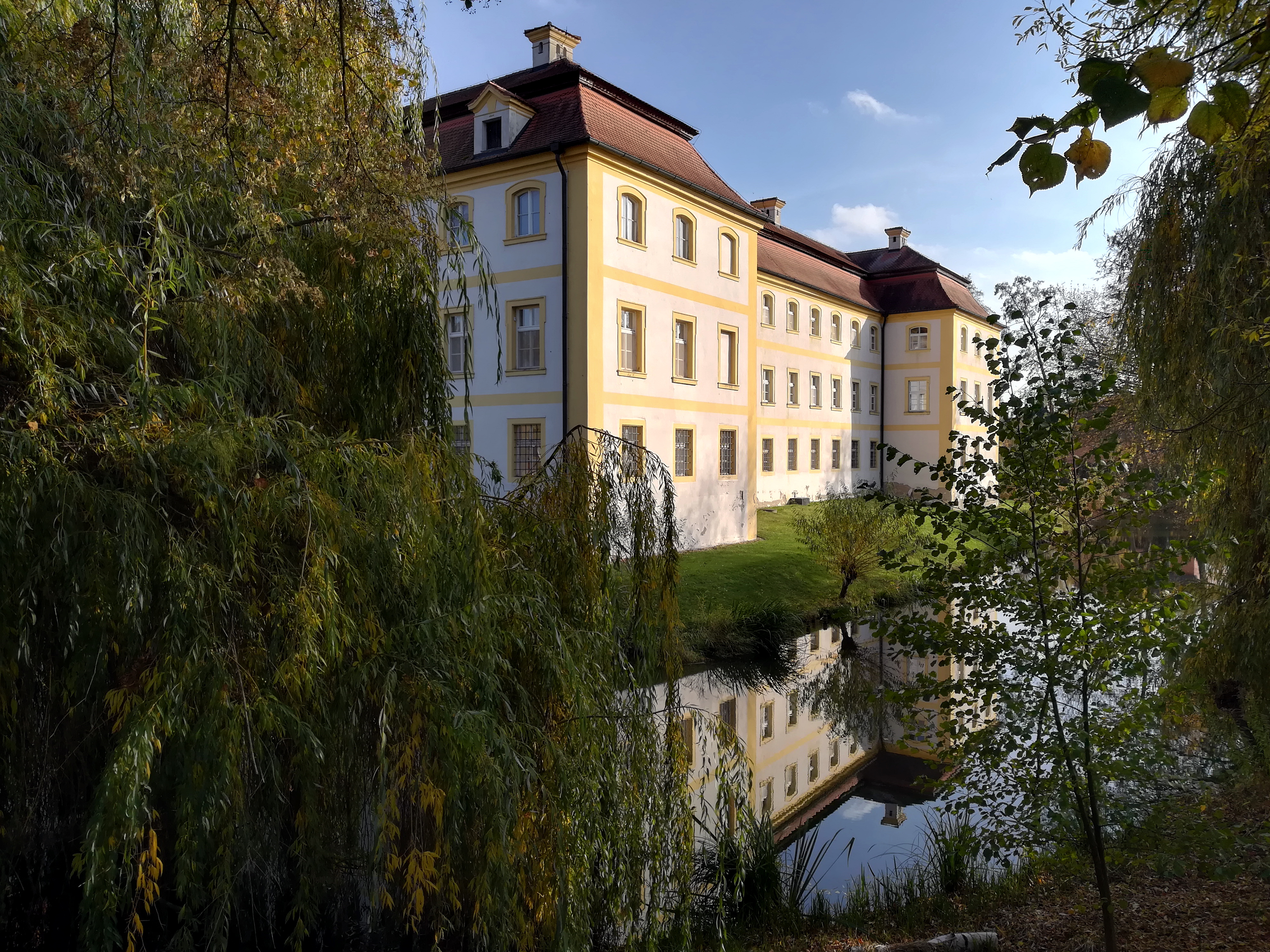

Das Wasserschloss ist eine unregelmäßige, barocke, dreigeschossige Dreiflügelanlage mit Mansardwalmdächern, einem Eingangsrisalit mit Portal, Erdgeschossarkaden und einem Treppenhaus mit Mansardwalmdach. Sehenswert sind der Weiße Saal mit Intarsienparkett und die Kapelle. Die Schlossanlage besteht aus einem Mittelrisalit, an den sich allerdings nur ein Nordflügel anschließt. Im Westen schließt sich ein weiterer Flügel mit vorspringenden Eckrisaliten an, und südlich ist das eingeschossige ehemalige Marstallgebäude angebaut. Der ehemalige Marstall ist ein eingeschossiges Gebäude mit Zwerchhaus aus dem 19. Jahrhundert. Der Schlosshof mit einer Platane im Alter von etwa 200 Jahren wird nach Osten von einer Pfeilerreihe und Stützmauer begrenzt. Über den ummauerten noch erhaltenen Wassergraben führt eine dreibogige Steinbrücke, die den einzigen Zugang zum Schloss darstellt.
Das Wohnhaus (Im Schlosshof 1) ist ein zweigeschossiger Bau mit Mansardwalmdach. Das zweigeschossige Verwalterhaus (Kirchstraße 5) ist ebenfalls von einem Mansardwalmdach mit Zwerchflügel bedeckt. An der westlichen Schlosseinfahrt befindet sich ein Pfeiler mit Pilastergliederung und Aufsätzen. Die Parkmauern um die Parkanlage mit Gartenpavillon stammen von etwa 1700 bis 1720 und wurden im 19. Jahrhundert verändert.